# C-37
La carretera C-37 uneix Alcover (Alt Camp) amb la Vall d'en Bas (la Garrotxa). Travessa una part de Catalunya de sud-oest a nord-est, resseguint pel darrere la Serralada Prelitoral i les serres transversals. El tram entre Igualada i Manresa forma part de l'Eix Diagonal, nom amb què es coneix el traçat de carretera C-15.
En sentit nord-est, s'inicia a Alcover, a la C-14, passa per Valls, travessa la N-240 i el polígon industrial d'aquesta localitat, amb el nom de "Carretera del Pla", deixa a l'esquerra el Pla de Santa Maria i travessa l'autopista AP-2 / E90. En arribar al Pont d'Armentera, on travessa el Gaià, la carretera s'estreny força i segueix, amb molts revolts, fins a Querol i Esblada. Entra a l'Anoia, passa per Santa Maria de Miralles i pel nucli antic de Santa Margarida de Montbui, travessa el riu Anoia i Igualada, l'Autovia del Nord-est i Òdena. Ja al Bages, passa per Maians, Sant Salvador de Guardiola i Salelles. Després travessa el Cardener i arriba a Manresa; travessa la ciutat pel sud-oest i continua per la C-25, amb la qual s'uneix fins a arribar a Vic (Osona). Aleshores enllaça amb la C-17 durant 1 km, més o menys, en aquest kilòmetre les 3 carreteres segueixen el mateix recorregut i després la C-25 se'n separa. Continua unida amb la C-17 i travessa el riu Ter, fregant les Masies de Voltregà, on se separa de la C-17; continua fins a Torelló sud, vorejant Manlleu i prossegueix en direcció a la Garrotxa, on enllaça amb la C-63 en una rotonda prop de Sant Esteve d'en Bas i les Preses, ja a la Vall d'en Bas.
Cal dir que la C-37 quan està unida a la C-17 o la C-25, no està indicada en cap cartell, només indica les poblacions de destinació com Olot, Manlleu, Torelló, etc.
Ronda sud d'Igualada
La ronda sud es una carretera que connecta l'Eix diagonal fins a la rotonda de Sant Maure a Santa Margarida de Montbui